# Julia Ling

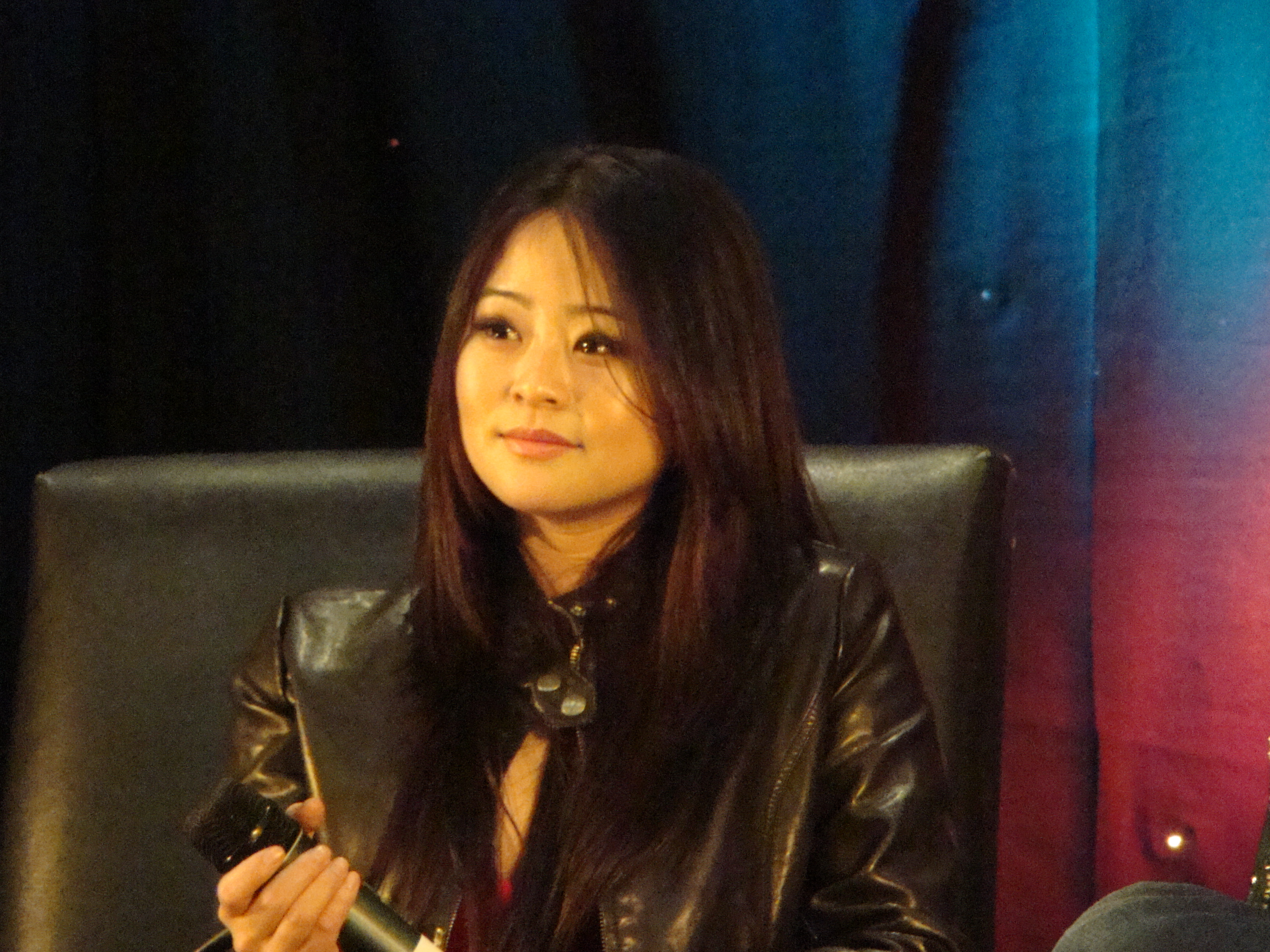
Julia Ling, 2010

Julia Ling (chinesisch: 林小微; Pinyin: Lín Xiǎowēi; * 14. Februar 1983 in Temple City, Kalifornien) ist eine US-amerikanische Schauspielerin.

## Leben
Julia Ling wurde eigentlich mit dem Namen Shel Wei geboren, was in etwa „Die kleine Blume, die in den frühen Morgenstunden blüht“ bedeutet. Schon im Alter von 3 Jahren zeigte sie eine überdurchschnittliche Begabung im Zeichnen und gewann mehrere Auszeichnungen für ihre Skizzen. Auch sprachlich war sie sehr versiert und wurde bereits mit 6 Jahren mit dem „Best Storyteller Award“ ausgezeichnet. Schon früh galt sie als sogenanntes Wunderkind und gab im Alter von 9 Jahren Tanzvorstellungen und Klavierabende im Bundesstaat Kalifornien.
Während ihrer Schulzeit zeigte Ling ihre Begabung im Tanz und in Sportarten wie Tennis oder Schwimmen und erzielte einen Notendurchschnitt von 4,0 GPA. Sie wurde Vorsitzende mehrerer Schulverbände wie dem „German Club“, der „National Honor Society“, dem „Amnesty Club“, dem „Literatur Club“ und dem „Chinesisch Club“. Julia Ling gewann beim Wettbewerb für „Chinese brush stroke and calligraphy“ und leistete freiwillige, gemeinnütziger Arbeit im örtlichen Krankenhaus. Des Weiteren wurde sie im Alter von sechzehn Jahren als Finalistin zur Wahl zum „Miss Teen American Pageants Contest“ geschickt.
Nach Beendigung der High School besuchte sie die University of California, Los Angeles (UCLA), um ein Studium in Neurochirurgie zu absolvieren. Obwohl sie erfolgreich war und sogar zur Vizepräsidentin der „Engineering Society“ gewählt wurde, entschied sie sich um, und wandte sich der Schauspielerei und Kampfkunst zu. Seit sie im Jahr 2003 ihre erste Rolle bekam, war sie in mehr als 60 Serien, Spielfilmen oder Kurzfilmen zu sehen. Bekannt wurde sie insbesondere durch ihre Rolle der Anna Wu in der amerikanischen Fernsehserie Chuck.

## Filmografie (Auswahl)
- 2003: Buffy – Im Bann der Dämonen (Buffy the Vampire Slayer, Folge: Chosen)
- 2005: Guess Who – Meine Tochter kriegst du nicht! (Guess Who)
- 2005: Die Geisha (Memoirs of a Geisha)
- 2005: Alias – Die Agentin (Alias, eine Folge)
- 2005: Meine wilden Töchter (8 Simple Rules)
- 2006: Undoing
- 2006: Dr. House (House, M.D., Folge: Sleeping Dogs Lie)
- 2006–2007: Studio 60 on the Sunset Strip (5 Folgen)
- 2006–2007: Emergency Room – Die Notaufnahme (ER, 5 Folgen)
- 2007: O.C., California (The O.C., Folge: The Dream Lover)
- 2007: Grey’s Anatomy (Folge: Forever Young)
- 2007–2010: Chuck (31 Folgen)
- 2010: The Deep End – Trügerische Stille (The Deep End, Folge: To Have and to Hold)
- 2010: High School – Wir machen die Schule dicht (High School)
- 2010: Love Sick Diaries
- 2016–2018: Tactical Girl (10 Folgen)
- 2017: Bonds of Brotherhood (Kurzfilm)
- 2019: Tango Down (Kurzfilm)

Videospiele
- 2008: Command & Conquer: Alarmstufe Rot 3 (Command & Conquer Red Alert 3l)
- 2009: Command & Conquer Alarmstufe Rot 3: Der Aufstand (Command & Conquer Red Alert 3: Uprising)